# Humberto Camiroaga
Juan Humberto Camiroaga Pérez (Villa Alegre, 28 de junio de 1903-Santiago, 22 de agosto de 1985) fue un oficial de Carabineros de Chile, la policía uniformada y diplomático chileno.

## Primeros años de vida
Fue hijo de José María Camiroaga y Lavinia Pérez. 

### Matrimonio y descendencia
Contrajo matrimonio en 1932 con la ciudadana peruana Irene Puch de Olazábal. Era el abuelo paterno del fallecido comunicador, presentador de televisión y actor Felipe Camiroaga.

### Vida pública
El 9 de marzo de 1948, teniendo el grado de coronel, asumió como director de la Escuela de Carabineros de Chile. Fue llamado a retiro en medio de una conspiración militar anticomunista bajo el gobierno de Gabriel González Videla.
En 1974, durante la dictadura militar, fue nombrado cónsul general de Chile en Perú.